# Giulio Mastrogiudice
Giulio Mastrogiudice (falecido em 1537) foi um prelado católico romano que serviu como bispo de Vulturara e Montecorvino (1526–1537).

## Biografia
A 21 de novembro de 1526, Giulio Mastrogiudice foi nomeado durante o papado de Clemente VII como Bispo de Vulturara e Montecorvinou, onde serviu como bispo até à sua morte em 1537.